# IPad (4-го поколения)
iPad 4-го поколения (англ. 4th generation iPad, продавался как iPad with Retina Display, но более известен под названием iPad 4) — планшетный компьютер, производимый и продаваемый Apple Inc. По сравнению со своим предшественником, iPad третьего поколения, iPad четвертого поколения сохранил дисплей Retina, но имел новые и модернизированные компоненты, такие как чип Apple A6X и разъем Lightning, который был представлен 12 сентября 2012 года. Он поставляется с iOS 6.0, которая предоставляет платформу для аудиовизуальных медиа, включая электронные книги, периодические издания, фильмы, музыку, компьютерные игры, презентации и веб-контент. Как и iPad третьего поколения, он поддерживается пятью основными выпусками iOS, в данном случае iOS 6, iOS 7, iOS 8, iOS 9 и iOS 10. iOS 11, выпущенная 19 сентября 2017 года, не поддерживает четвертый основной выпуск iPad, так как поддержка старых 32-битных iDevices и любых 32-битных приложений прекращена.
На пресс-конференции 23 октября 2012 года он был объявлен четвертым поколением линейки iPad и впервые был выпущен 2 ноября 2012 года в 35 странах, а затем до декабря в десяти других странах, включая Китай, Индию и Бразилию. Производство третьего поколения было прекращено после объявления четвертого, всего через семь месяцев после того, как оно стало общедоступным.
Устройство доступно с черной или белой передней стеклянной панелью и различными вариантами подключения и хранения. Варианты размера хранилища включают 16 ГБ, 32 ГБ, 64 ГБ и 128 ГБ; доступные варианты подключения: только Wi-Fi и Wi-Fi + Cellular с возможностями 4G LTE.
iPad четвертого поколения получил в основном положительные отзывы и получил высокую оценку за аппаратные усовершенствования, а также за дисплей Retina, который также использовался в предшественнике устройства. Кроме того, тесты показывают, что iPad четвертого поколения способен выполнять задачи, зависящие от процессора, в два раза быстрее, чем его предшественник. За первые выходные продаж было продано в общей сложности 3 миллиона iPad четвертого поколения и iPad Mini. Официальные продажи в России началась 30 декабря 2012 года.
Согласно планам Apple, производство iPad 3-го поколения было остановлено и в продаже остались только модели iPad 2, iPad with Retina Display и iPad mini. На показе iPad Air было объявлено о снятии Apple iPad 4-го поколения с производства и продажи, однако 18 марта 2014 года планшет был снова возвращён в продажу.

## История
Слухи об iPad следующего поколения появились вскоре после выхода iPad третьего поколения. В этот момент некоторые предположили, что следующий выпущенный iPad будет меньшего размера. Дальнейшие предположения появились в июле 2012 года, когда DigiTimes с помощью неуказанных источников заявила, что Apple внесла небольшие изменения в будущий iPad и запланировала его выпуск на конец 2012 года. 16 октября 2012 года. Apple объявила о мероприятии для СМИ, запланированном на 23 октября в Калифорнийском театре в Сан-Хосе, Калифорния. Компания не раскрывала заранее тему мероприятия, но многие ожидали, что речь пойдет об iPad Mini. Фотографические изображения разъема док-станции устройства и передней камеры появились незадолго до события в СМИ.
На мероприятии для СМИ генеральный директор Apple Тим Кук представил новую версию iBooks и новые поколения MacBook Pro, Mac Mini и iMac, а затем представил iPad четвертого поколения и более дешевый iPad Mini. Во время презентации Apple заявила, что iPad четвертого поколения будет доступен для предварительного заказа онлайн в выбранном числе стран с 26 октября. 2 ноября Apple выпустила модель устройства Wi-Fi в 35 странах Европы, Восточной Азии и Северной Америки. Модель сотовой связи была выпущена в продажу через несколько недель после первоначального выпуска устройства.
Выпуск iPad четвертого поколения привел к прекращению производства его предшественника, что разозлило многих пользователей iPad третьего поколения. В ответ Apple продлила 14-дневную политику возврата до 30 дней. ITProPortal отметил, что, поскольку цена обеих моделей одинакова, потребители, которые приобрели iPad третьего поколения в течение этого периода времени, фактически получили право обменять снятое с производства устройство на модель четвертого поколения.
29 января 2013 года Apple объявила и запланировала запуск варианта iPad 4-го поколения на 128 ГБ. Он был выпущен 5 февраля 2013 года.
После анонса iPad Air 22 октября 2013 года продажи iPad четвертого поколения были прекращены. iPad четвертого поколения был повторно представлен 18 марта 2014 года после прекращения выпуска iPad 2. Чтобы сделать его повторным выпуском бюджетного устройства для iPad Air, его цена была снижена на 20% по сравнению с первоначальной стартовой ценой. 16 октября 2014 года производство iPad четвертого поколения было прекращено в пользу iPad Air 2; iPad Air занял свое место в качестве iPad начального уровня в то время.

## Основные отличия от The New iPad (2012)
Новый процессор Apple A6X с частотой 1,4 ГГц, GPU которого, PowerVR SGX 554MP4, имеет 4 ядра и производительность до 76,8 Гфлопа (одинарной точности). Имеет новый разъём Lightning вместо 30-пинового разъёма на более ранних моделях. Имеет новую 1,2-мегапиксельную переднюю камеру с поддержкой видео 720p HD, вместо старой VGA-камеры на iPad 3.

## Обновление устройства в 2013 году
29 января 2013 года Apple провела специальный пресс-релиз, где представила версию iPad 4-го поколения со 128 ГБ памяти. Были объявлены следующие цены: $799 (за модель без сотового модуля) и $929 (за модель с сотовым модулем). 128Gb-версия имеет те же спецификации, что и версии с другими объёмами памяти. Продажи начались 5 февраля 2013 года.

## Характеристики
На корпусе устройства расположено четыре кнопки: кнопка «Home» ниже дисплея, кнопки изменения громкости, кнопка включения/отключения, а также переключатель.
Также установлены датчики: окружающего освещения, трёхосевой акселерометр.
Планшет выпускается в трёх вариантах, два из которых имеют возможность передачи данных через сети сотовой связи 2G/3G/4G, но отличаются поддерживаемыми частотами LTE и возможностью работы в сетях CDMA/EVDO.
Модель A1459 может работать в сетях:
- GSM/EDGE (850, 900, 1800, 1900 МГц)
- UMTS/HSPA+/DC-HSDPA (850, 900, 1900, 2100 МГц)
- LTE (диапазоны 4 и 17)

Модель A1460 поддерживает:
- CDMA EV-DO Rev. A and Rev. B (800, 1900, 2100 МГц)
- GSM/EDGE (850, 900, 1800, 1900 МГц)
- UMTS/HSPA+/DC-HSDPA (850, 900, 1900, 2100 МГц)
- LTE (диапазоны 1, 3, 5, 13, 25)

Во всех вариантах имеется поддержка сетей Wi-Fi 802.11 a/b/g/n (частотные диапазоны 2,4 ГГц и 5 ГГц) и Bluetooth 4.0.
iPad 4-го поколения продается с объёмом внутренней памяти в 16, 32, 64 либо 128 ГБ без возможности расширения. Среди аксессуаров от Apple предлагается адаптер «Lightning to SD Card Camera Reader», который позволяет импортировать фотографии и видеофрагменты с SD карт флеш-памяти.
В планшете используется система на кристалле Apple A6X, разработанная в Apple: она содержит двухъядерный процессор, совместимый с ARM, 4-х ядерный графический сопроцессор.
Также в планшете установлены две фотокамеры: 5-мегапиксельная задняя камера с возможностью записи видео 1080p, и передняя камера FaceTime HD, 1,2 мегапикселя с поддержкой видео 720p HD, используемая в программе FaceTime.
Дисплей устройства имеет разрешение в 2048 на 1536 пикселей (QXGA, 3,1 млн пикселей).
Воспроизводятся аудиофайлы в форматах: HE-AAC, AAC, Protected AAC, MP3, MP3 VBR, Audible formats (2, 3, 4, AEA, AAX, and AAX+), ALAC, AIFF, WAV.
Используются литий-полимерные аккумуляторы. Для их зарядки используется ток в 2,4 ампера.
По заявлениям Apple от одной зарядки планшет может проиграть 10 часов видео, 140 часов звука, либо находиться в состоянии ожидания (standby) до месяца. Батарея iPad не может быть заменена пользователем. Действует программа по платной замене за приблизительно 106 долларов США аппаратов со старыми батареями на восстановленные аппараты..